# Суперкубок Буркіна-Фасо з футболу
Суперкубок Буркіно-Фасо з футболу фр. Supercoupe du Burkina Faso de football — футбольний матч, який щорічно з 1993 року проводить Буркінійська футбольна федерація між переможцем національного чемпіонату та володарем національного кубку.
Турнір також відомий під назвою Кубок Асоціації спортивних журналістів Буркіна-Фасо (фр. Coupe de l'Association Sportive des Journalistes du Burkina).

## Переможці та фіналісти
| Рік  | Переможці                | Рахунок           | Фіналіст                 |
| ---- | ------------------------ | ----------------- | ------------------------ |
| 1993 | АСФ (Бобо-Діуласо)       |                   |                          |
| 1994 | Етуаль Філант (Уагадугу) |                   |                          |
| 1995 | Расінг де Бобо           |                   |                          |
| 1996 | Етуаль Філант (Уагадугу) |                   |                          |
| 1997 | АСФ (Бобо-Діуласо)       |                   |                          |
| 1998 | УС дес Армі Форсез       | 2 – 0             | Етуаль Філант (Уагадугу) |
| 1999 | Етуаль Філант (Уагадугу) | 2 – 1             | АСФА Єнненга             |
| 2000 | УС дес Армі Форсез       | 3 – 1             | Етуаль Філант (Уагадугу) |
| 2001 | АСФ (Бобо-Діуласо)       | 2 – 0             | Етуаль Філант (Уагадугу) |
| 2002 | АСФА Єнненга             | 1 – 0             | УС дес Армі Форсез       |
| 2003 | Етуаль Філант (Уагадугу) | 1 – 1 (4 – 3 пен) | АСФА Єнненга             |
| 2004 | АСФ (Бобо-Діуласо)       | 2 – 0             | АСФА Єнненга             |
| 2005 | УС Уагадугу              | 2 – 1             | «Раіль Клуб дю Кадіого»  |
| 2006 | Етуаль Філант (Уагадугу) | 2 – 1             | АСФА Єнненга             |
| 2007 | Коммюн                   | 1 – 1 (6 – 5 пен) | Расінг де Бобо           |
| 2008 | УС Уагадугу              | 2 – 0             | Етуаль Філант (Уагадугу) |
| 2009 | АСФА Єнненга             | 3 – 0             | УС дес Армі Форсез       |
| 2010 | УС дес Армі Форсез       | 2 – 0             | АСФА Єнненга             |
| 2011 | Етуаль Філант (Уагадугу) | 1 – 1 (8 – 7 пен) | АСФА Єнненга             |
| 2012 | Раіль Клуб дю Кадіого    | 1 – 0             | АСФА Єнненга             |
| 2013 | АСФА Єнненга             | 1 – 1 (5 – 4 пен) | АС СОНАБЕЛ               |
| 2014 | Расінг де Бобо           | 2 – 0             | Етуаль Філант (Уагадугу) |
| 2015 | Не проводився            | Не проводився     | Не проводився            |
| 2016 | Раіль Клуб дю Кадіого    | 1 – 0             | АС СОНАБЕЛ               |
| 2017 | Етуаль Філант (Уагадугу) | 0 – 0 (5 – 3 пен) | Раіль Клуб дю Кадіого    |
| 2018 | Салітас                  | 0 – 0 (4 – 1 пен) | АСФ (Бобо-Діуласо)       |
| 2019 | АС СОНАБЕЛ               | 1 – 1 (4 – 3 пен) | Рахімо                   |
| 2020 | Рахімо                   | 3 – 2             | Салітас                  |

## Виступи по клубах
| Клуб                     | Титул(и) | Переможні сезони                         |
| ------------------------ | -------- | ---------------------------------------- |
| Етуаль Філант (Уагадугу) | 7        | 1994, 1996, 1999, 2003, 2006, 2011, 2017 |
| АСФ (Бобо-Діуласо)       | 4        | 1993, 1997, 2001, 2004                   |
| УС дес Форсе Арміз       | 3        | 1998, 2000, 2010                         |
| АСФА Єнненга             | 3        | 2002, 2009, 2013                         |
| Расінг де Бобо           | 2        | 1995, 2014                               |
| УС (Уагадугу)            | 2        | 2005, 2008                               |
| «Раіль Клуб дю Кадіогу»  | 2        | 2012, 2016                               |
| Коммюн                   | 1        | 2007                                     |
| Салітас                  | 1        | 2018                                     |
| АС СОНАБЕЛ               | 1        | 2019                                     |
| Рахімо                   | 1        | 2020                                     |